# Gwibber
Gwibber è un client per microblogging per l'ambiente desktop GNOME.
È supportato da Linux ed è scritto in Python utilizzando le funzioni della libreria PyGTK. È stato incluso nelle applicazioni installate di default insieme ad Ubuntu dalla versione 10.04.

## Caratteristiche
La finestra principale di Gwibber mostra a sinistra l'elenco dei servizi configurati e per ognuno può visualizzare il flusso dei messaggi (l'insieme dei tweet nel caso di Twitter) corrispondente, gli elementi che coinvolgono l'utente e i messaggi privati. Gwibber può anche visualizzare gli stream provenienti da servizi diversi tutti insieme differenziandoli tramite colori diversi a seconda del servizio di provenienza, altrimenti può anche mostrarli in più colonne affiancate.
Sono integrati nell'applicazione anche alcuni servizi di URL shortening che si attivano automaticamente all'inserimento di URL nel messaggio da inviare.
Gwibber per mantenere una cache dei messaggi e per memorizzare le impostazioni dei vari servizi si basa su CouchDB, ma gli sviluppatori mantengono anche un backend per SQLite, più leggero del precedente.

### Elenco delle piattaforme supportate
- Twitter
- identi.ca/StatusNet
- Facebook
- Flickr
- Digg
- FriendFeed
- Brightkite
- OCS
- Qaiku
- Google Buzz